# Monica Michel
Pour les articles homonymes, voir Michel.
Monica Michel est une femme politique française née le 16 avril 1955 à Victoria (Seychelles).
Membre de La République en marche, elle est élue députée en 2017 dans la 16e circonscription des Bouches-du-Rhône. Elle est tête de liste LREM aux élections municipales de 2020 à Arles.

## Famille et carrière professionnelle
Née aux Seychelles en 1955, elle est issue d'une famille nombreuse. Elle a trois enfants[réf. nécessaire].
Elle habite à l'île de la Réunion, à Paris ou encore à Marseille, puis s'installe à Arles, où elle réside depuis maintenant plus de 30 ans[réf. nécessaire]. 
Après plusieurs entreprises privées, elle rejoint le port autonome de Marseille où elle occupe le poste de Directrice Commerciale pendant 18 ans. Elle prend part à l'essor des croisières au départ de Marseille et au lancement des terminaux FOS2XL et de DISTRIPORT[source insuffisante].
À Arles, elle crée avec son compagnon une entreprise sur le net, désormais implantée en centre-ville et gérée par sa fille[source insuffisante].

## Parcours politique

### Députée
En 2017, elle rejoint La République en marche, dont elle obtient l'investiture pour les élections législatives dans la 16e circonscription des Bouches-du-Rhône. À l'issue du premier tour elle arrive en 2e position, derrière la candidate du Front national Valérie Laupies et se retrouve en ballotage. Au second tour, elle obtient 51,17 % des voix et est élue députée en compagnie de son suppléant Jérôme Santilli, conseiller municipal de Saint-Martin-de-Crau.
Au cours de son mandat, Monica Michel s'engage sur 3 dossiers : le plan Rhône, le contournement autoroutier et le maintien du territoire hors de la Métropole Aix-Marseille[source insuffisante].
Elle fait partie de la commission des Affaires étrangères à l'Assemblée nationale.
En septembre 2019, avec d'autres députés de l'aile gauche du groupe LREM, elle signe une tribune appelant à répartir les migrants dans les zones rurales en pénurie de main-d'œuvre.
Elle est signataire d'un amendement adopté en séance plénière le 15 novembre 2019 et qui permettait le maintien de l'huile de palme parmi les agrocarburants jusqu'en 2026,,. L'adoption de l'amendement suscite une vive émotion et lors d'un second vote le lendemain, le même amendement est rejeté.
Candidate aux élections municipales à Arles en 2020, elle obtient 4,93 % des voix au premier tour.

### Décorations
- Chevalier de la Légion d'honneur (2024)[13]